# Elezioni parlamentari a Cuba del 1942
Le elezioni parlamentari a Cuba del 1942 si tennero il 15 marzo. Il Partito Liberale Autonomista ed il Partito Democratico ottennero entrambi 21 seggi su 57 nella Camera dei Rappresentanti.

## Risultati
| Liste                           | Voti | %     | Seggi |
| ------------------------------- | ---- | ----- | ----- |
| Partito Liberale Autonomista    |      | 36,84 | 21    |
| Partito Democratico             |      | 36,84 | 21    |
| Partito Autentico               |      | 17,54 | 10    |
| Unione Comunista Rivoluzionaria |      | 5,26  | 3     |
| ABC                             |      | 3,51  | 2     |
| Totale                          |      | 100   | 57    |